# Parafia św. Józefa Rzemieślnika w Międzyborzu
Parafia Świętego Józefa Rzemieślnika w Międzyborzu – parafia rzymskokatolicka należąca do dekanatu Twardogóra diecezji kaliskiej.
Została utworzona w 1654. Prowadzona przez księży salezjanów.
Kościół parafialny neogotycki zbudowany w latach 1893–1894.